# Викобароне
Викобароне (итал. Vicobarone) јесте насеље у Италији у округу Пјаченца, региону Емилија-Ромања.
Према процени из 2011. у насељу је живело 493 становника. Насеље се налази на надморској висини од 316 м.